# Гейнс Тауншип (округ Сентер, Пенсільванія)
Гейнс Тауншип (англ. Haines Township) — селище (англ. township) в США, в окрузі Сентр штату Пенсільванія. Населення — 1649 осіб (2020).

## Демографія
Згідно з переписом 2010 року, у селищі мешкали 1564 особи в 568 домогосподарствах у складі 406 родин. Було 844 помешкання
Расовий склад населення:
| - 99,4 % — білих - 0,2 % — чорних або афроамериканців - 0,1 % — вихідців з тихоокеанських островів - 0,1 % — корінних американців - 0,1 % — азіатів |

До двох чи більше рас належало 0,2 %. Частка іспаномовних становила 0,3 % від усіх жителів.
За віковим діапазоном населення розподілялося таким чином: 27,0 % — особи молодші 18 років, 59,1 % — особи у віці 18—64 років, 13,9 % — особи у віці 65 років та старші. Медіана віку мешканця становила 36,9 року. На 100 осіб жіночої статі у селищі припадало 104,2 чоловіків;  на 100 жінок у віці від 18 років та старших — 101,9 чоловіків також старших 18 років.
Середній дохід на одне домашнє господарство  становив 57 586 доларів США (медіана — 47 750), а середній дохід на одну сім'ю — 58 673 долари (медіана — 52 778). Медіана доходів становила 36 354 долари для чоловіків та 30 000 доларів для жінок. За межею бідності перебувало 17,1 % осіб, у тому числі 36,1 % дітей у віці до 18 років та 1,2 % осіб у віці 65 років та старших.
Цивільне працевлаштоване населення становило 705 осіб. Основні галузі зайнятості: освіта, охорона здоров'я та соціальна допомога — 23,8 %, науковці, спеціалісти, менеджери — 12,8 %, роздрібна торгівля — 11,9 %.